# Bill Black
William "Bill" Patton Black, Jr (Memphis, 17 de setembro de 1926 — Memphis, 21 de outubro de 1965) foi um músico norte-americano

## Biografia
Black nasceu em Memphis (Tennessee) filho de Willian Patton Black e Ruby Holland Black, Bill tem mais oito irmãos, Louis B. Black, Mary Ann Black, John L. Black, Ken R. Black, Joyce Black (falecida) Carolyn D. Black, Anita G. Black e Linda I. Bill Black cresceram juntos no conjunto habitacional Lauderdale Courts, aonde cresceu Johnny Burnette e Elvis Presley, o pai de Black trabalhou por 44 anos em Memphis Street Railway. Bill saiu de casa antes que o Presley se mudasse para o prédio. Enquanto ele estava fazendo seu serviço militar na Virgínia em meados dos anos 40. Retornando a Memphis seguindo seu período no exército dos EUA, Bill trabalhou na Firestone Tires e Ace Appliance Co, além de jogar em um ou dois grupos locais, antes de se juntar com o Wranglers Starlight. Como era comum na época Bill estava crescendo, as pessoas divertiam-se por tocar um instrumento. No início da carreira musical de Bill. Antes da ligação com os Wranglers, Black ao lado de Scotty Moore fez o backup no local com Dorsey Burnette em um clube. Ele então mudou-se para Corpus Christi, mas voltaria para Memphis com sua esposa Evelyn depois de ouvir "That's All Right", e sabendo que algo estava quebrando musicalmente na cidade, Black queria ser parte de tudo o que fosse. A mesma coisa aconteceria em toda a América a partir de 1954, trazendo para a Sun Records pessoas como Carl Perkins, Johnny Cash, Jerry Lee Lewis e Roy Orbison.
Black gravou pela primeira vez para a Sun no início de 1954 como membro de uma banda country, Doug Poindexter e Starlite Wranglers, que também incluía o guitarrista Scotty Moore. Esse grupo emitiu apenas um single para a Sun, mas isso foi o suficiente para fazer os talentos de Black e Moore conhecidos para Sun. Sam Phillips colocou o par junto com Elvis Presley. Sob o faturamento de Presley, Scotty e Bill lançaram cinco discos pela Sun em 1954 e 1955, que geralmente são reconhecidos como alguns dos melhores registros de rockabilly já feitos. E Presley em sua versão mais jovem desinibida. Black era uma parte importante do som de Presley adiantado com seu baixo stand-up da bofetada e maneira ebullient do onstage. 
O irmão de Black, Johnny fez uma participação no filme de Alan Freed, "Rock, Rock, Rock", feito em Hollywood durante no ano de 1957. Ele estava tocando baixo ao lado de Johnny Burnette no grupo Rock 'N' Roll Trio, onde ele substituiu Dorsey. Embora Elvis alegasse que em 1956 nunca conhecera Scotty ou Bill antes da Sun Records, ele era amigo de Johnni Black, então deve ter pelo menos conhecimento do irmão mais velho Bill. Johnny foi realmente dito por alguns como o melhor baixista dos dois.
Black e Moore continuaram a trabalhar com Presley até 1958, deixando sua banda  devido a disputas sobre termos financeiros. Ambos tinham tomado um quarto dos royalties no início da carreira de Presley, mas mesmo depois de Presley ter disparado para o estrelato com RCA a partir de 1956, os dois estavam com um salário de apenas 200 dólares por semana. Apesar de Moore eventualmente trabalhar com Presley novamente, Black não retornou juntando-se a um grupo de Memphis que evoluiu para Combo Bill Black em 1959. O seu instrumental "Smokie", foi lançado no final do ano, onde fez o Top Ten. O grupo não eram muito imaginativo, mas eles foram bastante bem sucedidos, colocando oito singles no Top 40 entre 1959 e 1962, incluindo "White Silver Sands", "Josephine", "Do not Be Cruel", "Blue Tango" e "Hearts of Stone." Suas vendas foram muito impulsionadas pela adequação de seu rock instrumental para música de fundo em bares, clubes e comensais, com muitos de seus discos colocados em jukeboxes. Eles ainda estavam figurando no Top 100 em 1964, ano em que também fizeram turnê com os Beatles durante a primeira turnê americana das estrelas britânicas.

## Vida Pessoal
Durante o exército em meados dos anos 40, Black aos 18 anos conheceu Evelyn Black, e se casaram em 1946, o casal teve três filhas: Nancy Shockley, Leigh Ann Porterfield e Louise Black.

## Morte
Bill Black esteve no hospital três vezes, no Batista Memorial em Memphis, entre Junho e Outubro. Este foi um esforço para tratar um tumor cerebral que tinha sido encontrado. Infelizmente, ele entrou em coma na última visita, em 8 de outubro de 1965. No dia 21 de outubro, ele faleceu durante uma operação para tentar remover parte ou todo o crescimento. Black tinha apenas 39 anos e apenas poucas semanas antes de completar 40 anos. Ironicamente, doze anos depois, o próprio Elvis Presley seria declarado morto no mesmo hospital. Elvis não compareceu ao funeral ele disse a Evelyn que ele não iria porque não queria transformar um caso particular em um circo por estar presente. Mais tarde Presley ao lado de Priscilla sua namorada, visitaram Evelyn e as meninas em sua casa. Black está enterrado no Forest Hill Cemetary, em Memphis ao lado de seu pai. Sua mãe Ruby Black, que faleceu em 1990, está enterrada no Memorial Park Cemetery também em Memphis.

## Legado
Em 1997, o álbum "Todos os Homens do Rei", caracterizando Scotty e DJ Fontana, com vários artistas convidados estrela, foi lançado. Dedicado pelos dois homens ao seu amigo Bill Black, ele incluiu uma faixa com o Combo, "Goin 'Back To Memphis". Escrito por Reggie Young e Bobby Emmons. O line-up para o grupo reformado incluiu Reggie e Scotty em guitarras elétricas, Michael Leech no baixo, Bobby Wood no piano, Ace Cannon no saxofone, Bobby Emmons no órgão, DJ e Jerry "Satch" Arnold na bateria. Reggie reuniu o grupo na sugestão de Scotty, apenas para a única faixa. 
O ex-Beatle Paul McCartney novamente entrou em cena quando ele comprou marca "casa de cachorro 'bass de Bill, aquele com a guarnição branca que apareceu com ele na TV e no cinema. McCartney tem usado o instrumento em várias gravações dele desde 1979. Naquele ano ele apareceu em "Baby's Request", o número de encerramento no álbum Wings "Back To The Egg". Ele ainda somou seu som para The Beatles 'reunião' pista, "Real Love", em 1995. 